# 21986 Alexanduribe
21986 Alexanduribe este un asteroid din centura principală de asteroizi.

## Descriere
21986 Alexanduribe este un asteroid din centura principală de asteroizi. A fost descoperit pe 2 decembrie 1999 la Socorro, New Mexico, în cadrul proiectului LINEAR. Asteroidul prezintă o orbită caracterizată de o semiaxă mare de 2,37 ua, o excentricitate de 0,13 și o înclinație de 7,5° în raport cu ecliptica.